# Normand Lockwood
Normand Lockwood (New York, 19 maart 1906 – Denver, 9 maart 2002) was een Amerikaans componist en muziekpedagoog. Zijn vader was de violist, muziekpedagoog en dirigent Samuel Pierson Lockwood en zijn moeder Angelina Lockwood een violiste. Ook zijn oom Albert Lockwood, met wie hij samen naar Europa reisde, was pianist en muziekpedagoog aan de universiteit van Michigan.

## Levensloop
Lockwood studeerde van 1921 tot 1924 aan de Universiteit van Michigan in Ann Arbor. Verder studeerde hij van 1925 tot 1926 bij Ottorino Respighi in Rome en tegelijkertijd ook in Parijs bij Nadia Boulanger. Omdat hij in 1929 de Prix de Rome won kon hij opnieuw naar Rome en zijn studies aldaar voortzetten. Na zijn terugkomst in de Verenigde Staten in 1932 werd hij docent voor compositie en muziektheorie aan het Oberlin Conservatory of Music in Oberlin. Daar kreeg hij in 1943 en 1944 een studiebeurs van de Solomon R. Guggenheim Foundation. Van 1945 tot 1953 was hij docent aan de Columbia-universiteit in New York en aan de Sacred School of Music. Achtereenvolgens doceerde hij ook aan de Trinity University (Texas) in San Antonio (1953-1955), de Universiteit van Wyoming in Laramie (1955-1957), de Universiteit van Oregon in Eugene (1957-1959) en de Universiteit van Hawaï in Manoa (1960-1961). Tot slot was hij als huiscomponist verbonden aan de Universiteit van Denver in Denver van 1961 tot 1974; vervolgens was hij professor emeritus.
Hij componeerde werken voor verschillende genres. Het bekendste zijn de koorwerken met een meestal sacrale tekst. 

## Composities

### Werken voor orkest
- 1941 Symfonie
- 1945 Weekend Prelude
- 1952 I Know Starlight, voor cello en orkest
- 1967 Concert, voor hobo en kamerorkest
- 1968 Pangyric, voor hoorn en strijkorkest
- 1973 Concert, voor piano en orkest
- 1975 Symfonie, voor strijkorkest
- 1980 Prayers and Fanfares, voor 4 hoorns, 3 trompetten, 3 trombones, 2 slagwerkers, celesta en strijkers
- 1981 Concert, voor 2 harpen en orkest
- 1986 Choreografische Suite, voor strijkorkest

### Werken voor harmonieorkest
- 1943 Goin' to Town, voor 2 klarinetten, trompet en harmonieorkest
- 1952 The Closing Doxology - Psalm 150, voor gemengd koor en harmonieorkest
- 1960 A ballad of the North and South, voor spreker, gemengd koor en harmonieorkest
- 1963 Carol Fantasy, voor gemengd koor (SSAATTBarBarBB) en harmonieorkest 
  1. Deck the hall
  2. We three kings
  3. Away in a manger
  4. Once, long ago
  5. O Tannenbaum
  6. When the winter sun
- 1969 From an Opening to a Close

### Missen en andere kerkmuziek
- 1936 Dirge for two veterans, voor gemengd koor - tekst: Walt Whitman
- 1938 Psalm 63, voor gemengd koor
- 1938 Psalm 117
- 1938 Psalm 123 "The godly profess their confidence in God, voor gemengd koor
- 1938 Psalm 134, voor gemengd koor
- 1938 Psalm 137, voor gemengd koor
- 1939 Hosanna, voor gemengd koor
- 1948 Psalm 23, voor sopraan en orkest
- 1949 Pacific lament, voor gemengd koor (SSAATTBarB) - tekst: Charles Olson - ter herinnering aan William Hickey, een soldaat op het schip "U.S.S. Growler" in februari 1944 ondergegaan
- 1950 Mary, who stood in sorrow, voor sopraan en orkest - tekst: Sarah Moore
- 1950 Pater di Mitte Illis, voor spreker, gemengd koor en kamerorkest
- 1950 The earth is the Lord's, voor gemengd koor - tekst: Psalm 24
- 1952 Carol fantasy, voor gemengd koor en orkest
- 1952 Sing unto the Lord a new song, voor gemengd koor (S.A.T. Bar. B.) en piano - tekst: Psalm 96:1
- 1952 The Closing Doxology - Psalm 150, voor gemengd koor en harmonieorkest
- 1956 Joyful, joyful we adore Thee, voor gemengd koor en orgel - tekst: Henry Van Dyke
- 1956 Thou hallowed chosen morn, voor gemengd koor - tekst: Johannes Damascenus
- 1958 Magnificat, voor sopraan, gemengd koor(SATBB) en orkest
- 1959 Darest Thou Now O Soul, voor gemengd koor (SSAATTBB) en piano - tekst: Walt Whitman
- 1959 In the Beginning was the Word, voor gemengd koor en orgel
- 1959 Jesus! Name of Wondrous Love!, voor gemengd koor en orgel
- 1965 Fallen is Babylon the Great, Hallelujah, voor mezzosopraan en piano
- 1965 Inscriptions from the catacombs, voor gemengd koor 
  1. Vivas in Deo (You live in God)
  2. Cum sanctis (With the holy ones)
  3. Vivas inter sanctas (You live among the holy ones)
  4. Accersitus ab angelis (Taken away by the angels)
  5. Dulcis anima (Sweet spirit)
  6. Sophronia, Sophronia dulcis, vivas in Deo (Sophronia, sweet Sophronia, you live in God)
- 1965 The Dialogue of Abraham and Isaac, voor 2 mannenstemmen en piano - tekst: Donald Sutherland
- 1970 Rejoice in the Lord, voor gemengd koor, 2 hoorns, 2 trombones, pauken en orgel - tekst: Psalm 33
- Mass for children and orchestra, voor kinderstemmen en orkest
- A visit from St. Nicholas, voor gemengd koor (STTBB) en orkest - tekst: Clement C. Moore

#### Cantates
- 1959 Jesus! Name of wondrous love, cantate voor gemengd koor - tekst: William Walsham How
- 1959 The holy birth, cantate voor sopraan, bariton en gemengd koor
- 1970 Choreographic cantata, cantate voor gemengd koor (SSATTB), orgel en uitgebreid slagwerk
- Old hundredth, cantate voor gemengd koor, kinderkoor en orkest - tekst: Psalm 100

### Muziektheater

#### Opera's
| Voltooid in | titel                        | aktes                 | première                                    | libretto                          |
| ----------- | ---------------------------- | --------------------- | ------------------------------------------- | --------------------------------- |
| 1945        | The Scarecrow                | 2 bedrijven, 5 scènes | 19 mei, New York, Columbia Universiteit     | Dorothy Lockwood en Percy Mackaye |
| 1961        | Early Dawn                   | 1 akte                | 7 augustus, Denver, Universiteit van Denver | Robert Russel Porter              |
| 1964        | The Hanging Judge            | 2 bedrijven           | maart, Denver                               | Robert Russel Porter              |
| 1964        | Requiem for a Rich Young Man | 1 akte                | 24 november, Denver                         | Donald Sutherland                 |

#### Operette
| Voltooid in | titel              | aktes       | première           | libretto             |
| ----------- | ------------------ | ----------- | ------------------ | -------------------- |
| 1962        | Wizards of Balizar | 3 bedrijven | 1 augustus, Denver | Robert Russel Porter |

#### Toneelmuziek
- Hiawatha, muziek voor het gelijknamige toneelstuk  - tekst: Henry Wadsworth Longfellow

### Vocale muziek

#### Cantates
- 1962 Elegy for a hero, cantate voor gemengd koor (SATBB) - tekst: Walt Whitman "Memories of President Lincoln"

#### Werken voor koor
- 1937 Monotone, voor gemengd koor (SSAATTB) - tekst: Carl Sandburg
- 1937 Sweet and low, wiegelied voor gemengd koor (SSAATTBB) - tekst: Lord Alfred Tennyson
- 1938 Three choruses for peace, voor gemengd koor
  1. Exhortation
  2. Psalm: A song for today
- 1939 Out of the cradle endlessly rocking, voor gemengd koor a capella - tekst: Walt Whitman
- 1948 For a child's room, voor sopraan en tenor en gemengd koor (SSAATTBarB) - tekst: Delight Williamson Holt
- 1952 I'm goin' home "I am a poor wayfarin' stranger", spiritual voor gemengd koor
- 1952 Shout for joy, spiritual voor gemengd koor
- 1952 Steal away, spiritual voor gemengd koor
- 1953 Prairie, voor gemengd koor en orkest - tekst: Carl Sandburg
- 1954 Open my eyes, that I may see, voor gemengd koor - tekst: Charles H. Scott
- 1957 Give me the splendid silent Sun, voor gemengd koor en orkest - tekst: Walt Whitman
- 1960 A ballad of the North and South, voor spreker, gemengd koor en harmonieorkest - tekst: Paul M. Angle en Earl Schenck Miers
- 1961 Two selections from Prelude to Western star, voor mannenkoor - tekst: Stephen Vincent Benét
  1. Americans
  2. Lend me your music
- 1968 Shine, Perishing Republic, voor gemengd koor, orgel, 3 trompetten, trombone, 2 altviolen, pauken en slagwerk

#### Liederen
- 1947 Oh, lady, let the sad tears fall, voor middenstem en piano - tekst: Adelaide Crapsey
- 1947 River magic, voor middenstem en piano - tekst: Eva Byron
- 1954 Lines to go with a picture - the golden lady, voor middenstem en piano - tekst: Dorothy Lockwood
- 1977 To Margarita Debayle, voor zangstem en piano - tekst: Rubén Darío
- 1970 Four Songs - A Cycle, voor sopraan, viool en orgel - tekst: Walt Whitman

### Kamermuziek
- 1932 Quartet in G
- 1948 Strijkkwartet nr. 3
- 1951 Concert, voor orgel, 2 trompetten, 2 trombones
- 1955 L'Homme Arme, voor trompet en piano
- 1967 Fun Piece, voor blaaskwintet
- 1976 Valley Suite, voor viool en piano
- 1977 Four Excursions for four Basses, voor vier contrabassen
- 1981 Suite, voor accordeon, klarinet en fagot
- 1982 Three chorale voluntaries, voor trompet en orgel
- 1987 Overture, voor strijkkwartet
- Suite, voor hoornoctet, kleine trom en gong

### Werken voor orgel
- 1973 Processional voluntary
- 1981 Eight preludes

### Werken voor piano
- 1956 Lyric arabesque
- 1971 Fantasia
- 1977 Alternations
- 1980 Eight Details and Summary

### Werken voor harp
- 1943 Pastures